# Auto Sport Promotion
Pour les articles homonymes, voir ASP.
Auto Sport Promotion est une écurie de sport automobile française créée en 1999 par le pilote Jérôme Policand et basée à Rabastens dans le Tarn depuis 2012.
Depuis 2015, l'écurie a pour sponsor-titre Akkodis et s'engage sous le nom de Akkodis ASP Team.

## Historique
Le palmarès de l’équipe s’esquisse dès 1999 avec le sacre en Clio V6 European Trophy puis, entre 2003 et 2010, se confirme avec 9 titres nationaux (pilotes et team) en Porsche Carrera Cup France. À partir de 2011, la structure prend une nouvelle dimension et s’engage sur la scène internationale dans la catégorie GT3.
En 2014, pour la toute première fois, l’équipe ASP s’engage sur les 24 Heures du Mans. L'année suivante, AKKA Technologies devient le sponsor titre de l’écurie. Une association bien née avec deux titres en fin de saison en Blancpain GT Series et GT Tour (France).
En 2018, l'équipe remporte à nouveau la Blancpain GT Series. En 2019, l'équipe est à nouveau titrée, cette fois ci dans le GT World Challenge Europe Sprint Cup.

## Palmarès

### 1999
- Champion d’Europe Renault V6 Trophy (Jérôme Policand)

### 2001
- Vice-champion d’Europe Renault V6 Trophy (Jérôme Policand)

### 2003
- 3e Porsche Carrera Cup France (Jérôme Policand)

### 2004
- 5e Porsche Carrera Cup France (Jérôme Policand)

### 2005
- Champion pilote (Anthony Beltoise) et team (Team Sofrev - ASP) en Porsche Carrera Cup France

### 2006
- Champion pilote (Anthony Beltoise) et team (Team Sofrev - ASP) en Porsche Carrera Cup France

### 2007
- Champion team (Team Sofrev - ASP) en Porsche Carrera Cup France

### 2008
- Champion pilote (Anthony Beltoise) et team (Team Sofrev - ASP) en Porsche Carrera Cup France

### 2009
- Champion team (Team Sofrev - ASP) en Porsche Carrera Cup France

### 2010
- Champion team (Team Sofrev - ASP) en Porsche Carrera Cup France

### 2011
- Vainqueur 24 Heures de Spa catégorie Pro Am (Franck Morel, Jean-Luc Beaubélique, Ludovic Badey, Guillaume Moreau) avec la team (SOFREV Auto Sport Promotion)
- Vice-champion pilote Blancpain Endurance Series catégorie Pro Am (Franck Morel, Jean-Luc Beaubélique, Ludovic Badey, Guillaume Moreau) avec la team (SOFREV Auto Sport Promotion)
- Champion de France pilote et team catégorie Gentlemen GT Tour (Fabien Barthez, Gilles Duqueine) avec la team (SOFREV Auto Sport Promotion)

### 2012
- 3e des 24 Heures de Spa catégorie Pro Am (Olivier Panis, Fabien Barthez, Eric Debard, Morgan Moulin-Traffort) avec la team (SOFREV Auto Sport Promotion)
- Vice-champion de France pilote et team GT Tour (Éric Debard, Olivier Panis, Fabien Barthez, Morgan Moullin-Traffort, Jean-Luc Beaubelique,Ludovic Badey) avec la team (Team Sofrev ASP)
- Vice-champion team Blancpain Endurance Series catégorie Pro Am (Jérôme Policand, Gabriel Balthazard, Mike Savary, Maurice Ricci, Olivier Panis, Fabien Barthez, Christian Moulin-Traffort, Eric Debard, Patrice Goueslard, Ludovic Badey, Jean-Luc Beaubélique, Tristan Vautier) avec la team (SOFREV Auto Sport Promotion)

### 2013
- Vainqueur 24 Heures de Spa catégorie Gentlemen (Jean-Luc Blanchemain, Jean-Luc Beaubelique, Patrice Goueslard, Frédéric Bouvy) avec la team (SOFREV Auto Sport Promotion)
- Champion de France pilote et team GT Tour (Gérard Tonelli, David Zollinger, Eric Clément, Nicolas Armindo, Fabien Barthez, Morgan Moullin-Traffort, Jean-Luc Beaubelique, Soheil Ayari) avec la team (Team Sofrev - ASP)
- Champion pilote et team Blancpain Endurance Series catégorie Gentlemen (Gabriel Balthazard, Maurice Ricci, Jérôme Policand, Jean-Luc Beaubélique, Jean-Luc Blanchemain, Patrice Goueslard, Fred Bouvy) avec le team (SOFREV Auto Sport Promotion)

### 2014
- Champion de France team GT Tour (Philippe Giauque, Morgan Moullin-Traffort, Éric Debard, Olivier Panis, Fabien Barthez, Grégoire Demoustier, Jean-Luc Beaubelique, Ludovic Badey) avec la team (Team Sofrev ASP)
- Participation aux 24 Heures du Mans (Fabien Barthez, Anthony Pons, Soheil Ayari) avec la team (Team Sofrev-ASP)

### 2015
- Champion de France team GT Tour (Philippe Giauque, Jean-Luc Beaubelique, Morgan Moullin-Traffort, Rino Mastronardi) avec la team (Team AKKA ASP)
- Champion team Blancpain GT Series catégorie Am (Jean-Luc Beaubelique, Philippe Giauque, Maurice Ricci, Christophe Bourret, Pascal Gibon, Philippe Polette, Jean-Philippe Belloc, Fabien Barthez, Anthony Pons) avec la team (AKKA ASP)

### 2016
- 2ème au général 24 Heures de Spa (Felix Rosenqvist, Tristan Vautier, Renger van der Zande) avec la team (AKKA ASP)
- Vainqueur championnat AMG Customer Sports
- Vainqueur course Blancpain Sprint Cup à Barcelone (Felix Rosenqvist, Tristan Vautier) avec la team (AKKA ASP)
- Vice-champion team Blancpain GT Series catégorie Pro Am (Jean-Luc Beaubelique, Morgan Moullin-Traffort, Jean-Philippe Belloc, Christophe Bourret) avec la team (AKKA ASP)
- Vice-champion pilote et team Blancpain Sprint Cup catégorie Pro Am (Jean-Luc Beaubelique, Morgan Moullin-Traffort, Jean-Philippe Belloc, Christophe Bourret, Felix Rosenqvist, Tristan Vautier) avec la team (AKKA ASP)
- Vice-champion pilote et team Blancpain Endurance Cup Catégorie Am (Jean-Luc Beaubelique, Maurice Ricci, Gilles Vannelet) avec la team (AKKA ASP)

### 2017
- 3ème au général 24 Heures de Spa (Edoardo Mortara, Michael Meadows, Raffaele Marciello) avec la team (AKKA ASP Team)
- Vainqueur du championnat AMG Customer Sports
- Vainqueur au général de la Blancpain Endurance Cup à Barcelone categorie Pro (Daniel Juncadella, Félix Serrallés, Tristan Vautier, Renger van der Zande) avec la team (AKKA ASP)

### 2018
- Vainqueur au général Blancpain GT Series Sprint Pilote (Raffaele Marciello, Michael Meadows) avec la team (AKKA ASP Team)
- Vainqueur au général Blancpain GT Series Teams (
- Vainqueur au général Blancpain GT Series Silver Cup Pilotes (Nico Bastian, Jack Manchester) avec la team (AKKA ASP Team)
- Vice-Champion Blancpain GT Series Endurance Cup Teams (Denis Bulatov, Michael Meadows, Vitaly Petrov, Aleksey Korneev, Jean-Luc Beaubelique, Nico Jamin, Mauro Ricci, Raffaele Marciello, Tristan Vautier, Daniel Juncadella, Adam Christodoulou, Thomas Jäger, Fabien Barthez, Eric Debard, Philippe Giauque, Nico Bastian, Jack Manchester, Jules Szymkowiak, Fabian Schiller) avec la team (AKKA ASP Team)
- Vice-Champion Blancpain GT Series Endurance Cup Pilotes (Raffaele Marciello) avec la team (AKKA ASP Team)
- Vice-Champion Blancpain GT Series Sprint Cup Team (Vladimir Atoev, Aleksey Korneev, Nico Jamin, Félix Serrallés, Adam Christodoulou, Denis Bulatov, Raffaele Marciello, Michael Meadows, Nico Bastian, Jack Manchester, Kenny Habul, Tristan Vautier) avec la team (AKKA ASP Team)
- Vainqueur Blancpain GT Series Sprint Cup Pilotes (

- Vainqueur Blancpain GT Series Sprint Cup Silver Cup Pilotes (Nico Bastian, Jack Manchester) avec la team (AKKA ASP Team)

- Vice-Champion pilote & team FFSA GT Champion AMG Customer Racing (

### 2019
- Champion Blancpain GT World Challenge Europe Overall Team (Jim Pla, Jean-Luc Beaubelique, Mauro Ricci, Vincent Abril, Raffaele Marciello, Nico Bastian, Thomas Neubauer, Timur Boguslavskiy, Fabian Schiller, Felipe Fraga) avec la team (AKKA ASP Team)
- Champion Blancpain GT World Challenge Europe Silver Cup Team (Thomas Neubauer, Nico Bastian) avec la team (AKKA ASP Team)
- Champion Blancpain GT World Challenge Europe Silver Cup Driver (Nico Bastian et Thomas Neubauer) avec la team (AKKA ASP Team)
- Champion Blancpain GT Series Silver Cup Team (Marco Mapelli, Andrea Caldarelli) avec la team (AKKA ASP Team)
- Champion Blancpain GT Series Silver Cup Driver (Nico Bastian) avec la team (AKKA ASP Team)
- Champion Blancpain GT Series Endurance Cup Silver Cup Team (Nico Bastian, Timur Boguslavskiy, Felipe Fraga) avec la team (AKKA ASP Team)
- Champion Blancpain GT Series Endurance Cup Silver Cup Driver (Nico Bastian, Felipe Fraga et Timur Boguslavskiy)
- Vice-Champion Team FFSA GT (Jean-Luc Beaubelique, Jim Pla) avec la team (AKKA ASP Team)

### 2020
- Vice-champion GT World Challenge Europe overall Team (Timur Boguslavskiy, Raffaele Marciello, Felipe Fraga, Benjamin Hites, Jim Pla) avec la team (AKKA ASP Team)

- Vice-champion GT World Challenge Europe overall Team catégorie Pro-AM (

- Champion GT World Challenge Europe overall Driver (Timur Boguslavskiy) avec la team (AKKA ASP Team)

- Vice-champion GT World Challenge Europe overall Sprint Cup Driver (Timur Boguslavskiy) avec la team (AKKA ASP Team)

### 2021
- Champion Pilote & Team FFSA GT (Ludovic Badey, Fabien Barthez, Thomas Drouet, Benjamin Ricci, Mauro Ricci, Eric Debard, Simon Gachet, Jean-Luc Beaubelique, Jim Pla, Timothe Buret, Paul Evrard) avec la team (AKKA ASP Team)

- Vice -champion Pilote GT World Challenge Europe Overall (Konstantin Tereshchenko, Jim Pla, Timur Boguslavskiy, Raffaele Marciello, Petru Umbrarescu, Jules Gounon) avec la team (AKKA ASP Team)

- Vice -champion Pilote GT World Challenge Europe Endurance (Raffaele Marciello, Jules Gounon,Thomas Drouet, Simon Gachet, Konstantin Tereshchenko, Petru Razvan Umbrarescu, Daniel Juncadella, Felipe Fraga, Lucas Auer, Timur Boguslavskiy, Felipe Fraga) avec la team (AKKA ASP Team)

- Champion AMG Customer Racing GT3, GT4 & Pilote (

## Pilotes et anciens pilotes
- Soheil Ayari
- Ludovic Badey
- Fabien Barthez
- Jean-Luc Beaubelique
- Anthony Beltoise
- Jean-Luc Blanchemain
- Éric Debard
- Kévin Estre
- Patrice Goueslard
- Julien Jousse
- Guillaume Moreau
- Morgan Moullin-Traffort
- Olivier Panis
- Olivier Pla
- Jérôme Policand